# HD 219580
HD 219580 är en röd jätte i Bildhuggarens stjärnbild.
Stjärnan har visuell magnitud +6,25 och är svagt synlig för blotta ögat vid mycket god seeing.